# Carollia colombiana
Carollia colombiana là một loài động vật có vú trong họ Dơi mũi lá, bộ Dơi. Loài này được Cuartas, Muñoz, & González mô tả năm 2001.